# Новоотрадное
Новоотра́дное (до 1945 года Аджи́-Бай; укр. Нововідрадне, крымскотат. Acı Bay, Аджы Бай) — село в Ленинском районе Республики Крым, входит в состав Белинского сельского поселения (согласно административно-территориальному делению Украины — Белинского сельсовета Автономной Республики Крым).

## Население
| 2001 | 2014 |
| ---- | ---- |
| 240  | ↘158 |

Всеукраинская перепись 2001 года показала следующее распределение по носителям языка
| Язык             | Процент |
| ---------------- | ------- |
| русский          | 80.42   |
| крымскотатарский | 10.83   |
| украинский       | 7.5     |

### Динамика численности
| - 1864 год — 43 чел. - 1889 год — 185 чел. - 1892 год — 56 чел. - 1902 год — 11 чел. - 1915 год — 0/22 чел. | - 1926 год — 85 чел. - 1989 год — 227 чел. - 2001 год — 240 чел. - 2009 год — 163 чел. - 2014 год — 158 чел. |

## Современное состояние
На 2017 год в Новоотрадном числится 11 улиц, 3 переулка и 2 садовых товарищества; на 2009 год, по данным сельсовета, село занимало площадь 242,1 гектара на которой, в 162 дворах, проживало 163 человека. В селе действует сельский клуб, отделение Почты России. Новоотрадное связано автобусным сообщением с Керчью и соседними населёнными пунктами. В центре села в 1967 году установлен памятный знак в честь воинов — односельчан, погибших в годы Великой Отечественной войны, на монументе выбиты 33 фамилии павших. Постановлением Совета министров Республики Крым № 627 от 20 декабря 2016 года памятник отнесён к категории объектов культурного наследия России.

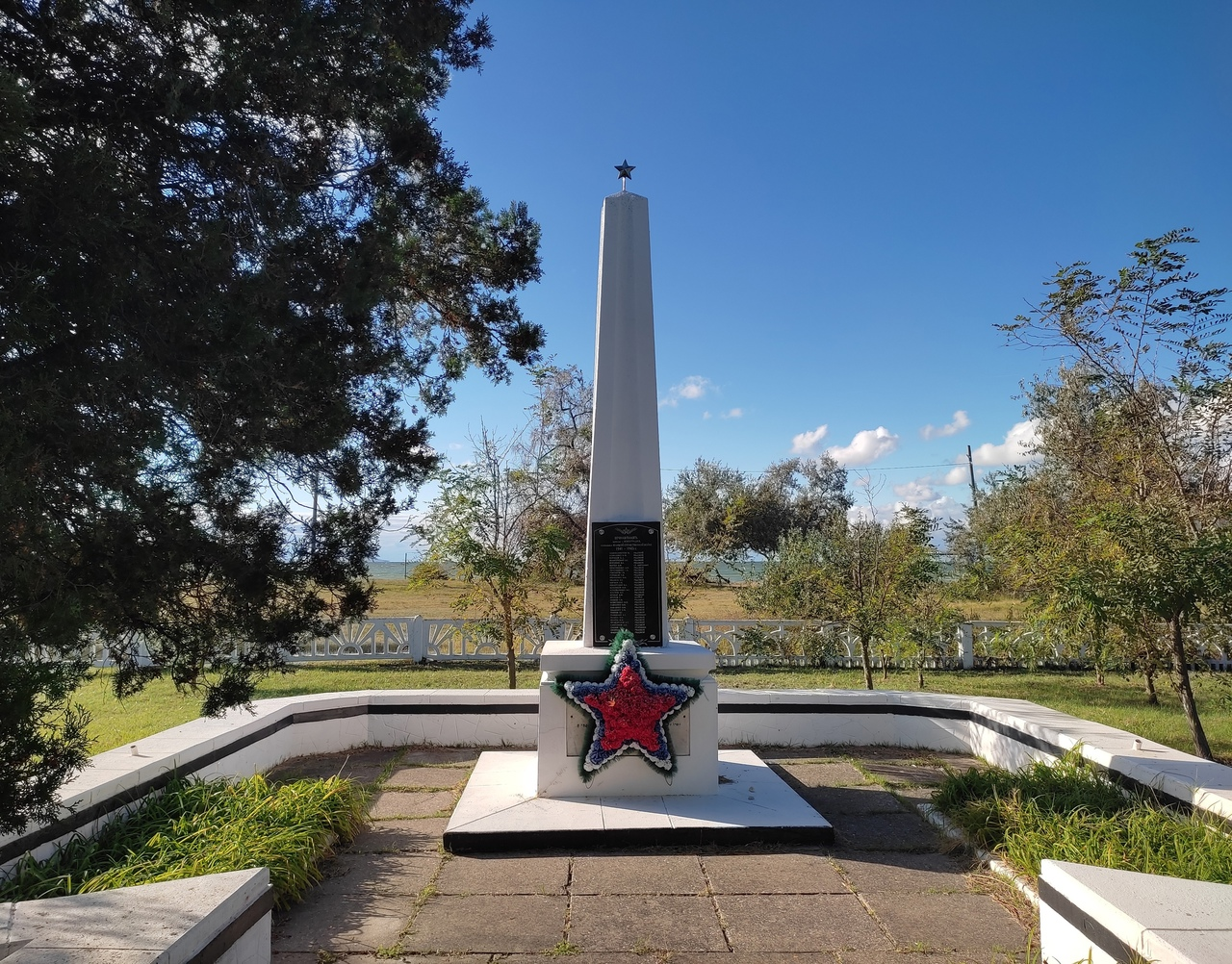
Памятный знак в честь воинов-односельчан.

## География
Новоотрадное расположено на севере района и Керченского полуострова, на берегу Казантипского залива, высота центра села над уровнем моря — 2 м. Находится примерно в 31 километре (по шоссе) на северо-восток от районного центра Ленино, ближайшая железнодорожная станция Пресноводная (на линии Джанкой — Керчь) — около 9 километров. Транспортное сообщение осуществляется по региональным автодорогам 35Н-338 от шоссе «граница с Украиной — Джанкой — Феодосия — Керчь» до Золотого и 35Н-336 Керчь — Чистополье — Новоотрадное (по украинской классификации — С-0-10831 и С-0-10829).

## История
Первое документальное упоминание села встречается на карте 1836 года, где в деревне Аджи бай обозначено 3 двора, а на карте 1842 года Аджи бай обозначен на территории Акмозской волости Феодосийского уезда условным знаком «малая деревня», то есть, менее 5 дворов.
В 1860-х годах, после земской реформы Александра II, деревню приписали к Сарайминской волости. Согласно "Списку населённых мест Таврической губернии по сведениям 1864 года, составленному по результатам VIII ревизии 1864 года, Аджибай (она же Дмитриевка) — владельческая татарская и русская деревня с 12 дворами и 43 жителями на берегу моря. По обследованиям профессора А. Н. Козловского начала 1860-х годов, в селении «имеется хорошая пресная вода» в колодцах глубиной 1—5 саженей (от 2 до 10 м). На трёхверстовой карте Шуберта 1865—1876 года в деревне Аджибай обозначено 10 дворов. По «Памятной книге Таврической губернии 1889 года», по результатам Х ревизии 1887 года, в деревне Аджи-Бай числилось 37 дворов и 185 жителей. По «…Памятной книжке Таврической губернии на 1892 год» в безземельной деревне Аджибай, не входившей ни в одно сельское общество, числилось 56 жителей, домохозяйств не имеющих. На верстовой карте Крыма 1896 года на хуторе Аджи-Бай обозначено 2 двора с татарским населением. По «…Памятной книжке Таврической губернии на 1902 год» на хуторе Аджибай, входившем в Ново-Александровское сельское общество, числилось 11 жителей, домохозяйств не имеющих. По Статистическому справочнику Таврической губернии. Ч.II-я. Статистический очерк, выпуск пятый Феодосийский уезд, 1915 год, в деревне Аджибай Сарайминской волости Феодосийского уезда числилось 5 дворов (все дворы безземельные) с татарским населением в количестве 22 человек только «посторонних» жителей, из которых 12 мужчин и 10 женщин. Жители землёй не владели, в хозяйствах имелось 7 лошадей, 17 волов и 6 коров.
После установления в Крыму Советской власти, по постановлению Крымревкома, 25 декабря 1920 года из Феодосийского уезда был выделен Керченский (степной) уезд, а, постановлением ревкома № 206 «Об изменении административных границ» от 8 января 1921 года была упразднена волостная система и в составе Керченского уезда был создан Керченский район в который вошло село (в 1922 году уезды получили название округов. 11 октября 1923 года, согласно постановлению ВЦИК, в административное деление Крымской АССР были внесены изменения, в результате которых округа были отменены и основной административной единицей стал Керченский район в который вошло село, в который включили село. Согласно Списку населённых пунктов Крымской АССР по Всесоюзной переписи 17 декабря 1926 года, в селе Аджи-Бай (русский), Маяк-Салынского сельсовета Керченского района, числилось 23 двора, из них 19 крестьянских, население составляло 85 человек (45 мужчин и 40 женщин). В национальном отношении учтено: 11 русских, 54 украинца, 13 белоруссов, 1 записан в графе «прочие». Постановлением ВЦИК «О реорганизации сети районов Крымской АССР» от 30 октября 1930 года (по другим сведениям 15 сентября 1931 года) Керченский район упразднили и село включили в состав Ленинского, а, с образованием в 1935 году Маяк-Салынского района (переименованного 14 декабря 1944 года в Приморский) — в состав нового района. Видимо, в ходе той же реорганизации, был образован Аджи-Байский сельсовет, поскольку на 1940 год он уже существовал.
После освобождения Крыма от фашистов, 12 августа 1944 года было принято постановление № ГОКО-6372с «О переселении колхозников в районы Крыма» и в сентябре того же года в район приехали первые новоселы 204 семьи из Тамбовской области, а в начале 1950-х годов последовала вторая волна переселенцев из различных областей Украины. Указом Президиума Верховного Совета РСФСР от 21 августа 1945 года Аджи-Бай был переименован в Ново-Отрадное и Аджи-Байский сельсовет — в Ново-Отрадненский. С 25 июня 1946 года в составе Крымской области РСФСР, а 26 апреля 1954 года Крымская область была передана из состава РСФСР в состав УССР. Время упразднения сельсовета и включения в Белинский пока не установлено: на 15 июня 1960 года село уже числилось в составе. Указом Президиума Верховного Совета УССР «Об укрупнении сельских районов Крымской области», от 30 декабря 1962 года Приморский район был упразднён и вновь село присоединили к Ленинскому, поскольку на 1968 год совет уже не существовал. По данным переписи 1989 года в селе проживало 227 человек. С 12 февраля 1991 года село в восстановленной Крымской АССР, 26 февраля 1992 года переименованной в Автономную Республику Крым. С 21 марта 2014 года в составе Крыма аннексировано Россией.